# Куты (Могилёвская область)
Куты́ — деревня в составе Вендорожского сельсовета Могилёвского района Могилёвской области Республики Беларусь.

## Географическое положение
Ближайшие населённые пункты: Будище, Закутье.